# Δ-カロテン
δ-カロテン(delta-Carotene)またはε,ψ-カロテンは、一方の端にε環を持ち、他は非環式のカロテンである。光合成植物がリコペンからα-カロテン（β,ε-カロテン）またはε-カロテン（ε,ε-カロテン）合成する際の中間体である。δ-カロテンは、脂溶性である。